# محافظة لا رومانا
محافظة لا رومانا (بالإسبانية: Provincia de La Romana)‏ هي محافظة في جمهورية الدومينيكان، بلغ عدد سكانها 245,433 نسمة وذلك حسب إحصائيات سنة 2010، عاصمتها لا رومانا، تبلغ مساحتها 652.1 كيلومتر مربع.